# Длинноклювый древолаз
Длинноклювый древолаз (лат. Nasica longirostris) — вид птиц из семейства печниковые.

## Описание
Небольшая птица с длинным изогнутым клювом. Тело взрослой особи имеет около 37 сантиметров в длину. Окрас от светло-коричневого до тёмно-рыжего. Такая окраска даёт птице возможность мимикрии с деревьями, на которых они и обитают. Перья на хвосте удлинены и заострены. Их цепкие когти позволяют прекрасно цепляться за кору и веточки.
Птица очень подвижна, предпочитает держаться в одиночку или в паре, реже — присоединяются к группам других лесных птиц. Обычно древолазов можно увидеть на деревьях, где они проводят большую часть дня в поисках пищи.

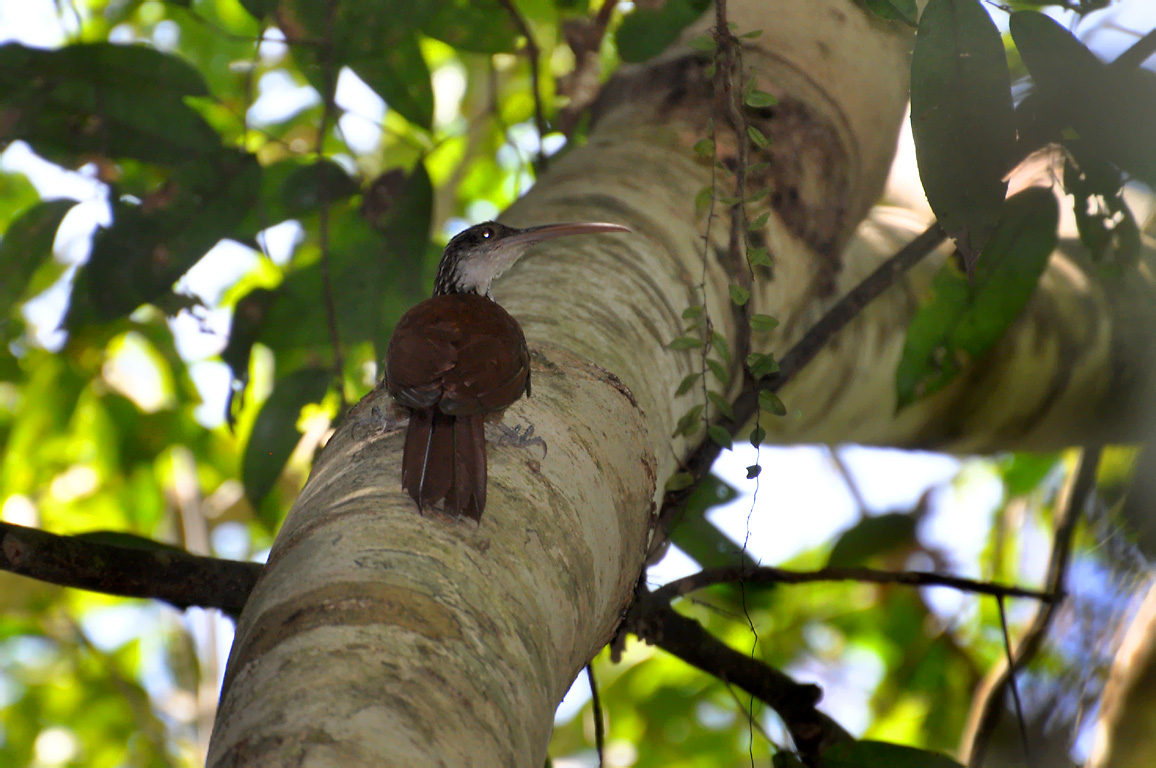

Характерным для этого вида является длинный, острый и тонкий изогнутый клюв, составляющий треть от всей длины птицы. Длинноклювый древолаз питается насекомыми, а такая форма клюва позволяет легко доставать насекомых из своих укрытий на деревьях. Птица также питается муравьями, личинками и даже небольшими лягушками, змеями и ящерицами.
Длинноклювые древолазы откладывают яйца в дуплах, которые предварительно находят. В кладке может быть от 1 до 3 закруглённых на обоих концах белых яиц. Птенцы вылупляются через 15 дней, после чего ещё около 3 недель живут в гнезде. Некоторое время родители продолжают немного кормить покинувшего гнездо птенца.

## Распространение
Широко распространены в Амазонии, от Венесуэлы до северной Боливии. Места обитания — влажные тропические леса, сезонно затопляемые леса, болота.